# 格羅比尼亞體育會
格羅比尼亞體育中心是一家位於拉脫維亞格羅比尼亞的足球會。
2023年，球隊奪得拉脫維亞足球甲級聯賽冠軍，首次晉級拉脫維亞超級足球聯賽。